# Bayi Rockets
Le Bayi Rockets (八一双鹿电池火箭 en chinois), aussi appelés Bayi Shuanglu Rockets, Bayi Army Rockets ou Bayi Shuanglu était un club chinois de basket-ball basé à Ningbo (Zhejiang) qui a existé entre 1995 et 2020. Il s'agit du club le plus titré de la Chinese Basketball Association, la ligue professionnelle de plus haut niveau du championnat chinois.
Son nom, Bayi signifie huit un que l'on pourrait traduire par premier août. Un nom francisé de l'équipe serait donc les Rockets du premier août.

## Résultats sportifs

### Palmarès
| Compétitions nationales |
| - Champion de Chine : - Vainqueur des play-offs (8) : 1996, 1997, 1998, 1999, 2000, 2001, 2003, 2007. - Finaliste des play-offs (3) : 2002, 2004, 2006. - Vainqueur de la saison régulière (6) : 1996, 1997, 1999, 2000, 2001, 2007. |

### Bilan saison par saison
| Saison       | Championnat national | Championnat national | Championnat national | Championnat national | Championnat national | Championnat national | Championnat national | Championnat national |
| Saison       | Niveau               | Division             | Classement           | MJ                   | V                    | D                    | %V                   | Play-offs            |
| ------------ | -------------------- | -------------------- | -------------------- | -------------------- | -------------------- | -------------------- | -------------------- | -------------------- |
| Bayi Rockets |                      |                      |                      |                      |                      |                      |                      |                      |
| 1995-1996    | 1                    | CBA                  | 1er/12               | 22                   | 22                   | 0                    | 100 %                | Vainqueur            |
| 1996-1997    | 1                    | CBA                  | 1er/12               | 22                   | 19                   | 3                    | 86 %                 | Vainqueur            |
| 1997-1998    | 1                    | CBA                  | 2e/12                | 22                   | 19                   | 3                    | 86 %                 | Vainqueur            |
| 1998-1999    | 1                    | CBA                  | 1er/12               | 22                   | 21                   | 1                    | 96 %                 | Vainqueur            |
| 1999-2000    | 1                    | CBA                  | 1er/12               | 22                   | 21                   | 1                    | 96 %                 | Vainqueur            |
| 2000-2001    | 1                    | CBA                  | 1er/12               | 22                   | 18                   | 4                    | 82 %                 | Vainqueur            |
| 2001-2002    | 1                    | CBA                  | 2e/13                | 24                   | 17                   | 7                    | 71 %                 | Finaliste            |
| 2002-2003    | 1                    | CBA                  | 2e/14                | 26                   | 23                   | 3                    | 88 %                 | Vainqueur            |
| 2003-2004    | 1                    | CBA                  | 3e/12                | 22                   | 14                   | 8                    | 64 %                 | Finaliste            |
| 2004-2005    | 1                    | CBA                  | 3e/7 (Sud)           | 38                   | 24                   | 14                   | 63 %                 | 1/2 finales          |
| 2005-2006    | 1                    | CBA                  | 2e/8 (Sud)           | 42                   | 28                   | 14                   | 67 %                 | Finaliste            |
| 2006-2007    | 1                    | CBA                  | 2e/16                | 30                   | 25                   | 5                    | 83 %                 | Vainqueur            |
| 2007-2008    | 1                    | CBA                  | 6e/16                | 30                   | 18                   | 12                   | 60 %                 | 1/4 de finale        |
| 2008-2009    | 1                    | CBA                  | 11e/18               | 50                   | 25                   | 25                   | 50 %                 | -                    |
| 2009-2010    | 1                    | CBA                  | 8e/17                | 32                   | 15                   | 17                   | 47 %                 | 1/4 de finale        |
| 2010-2011    | 1                    | CBA                  | 7e/17                | 32                   | 17                   | 15                   | 53 %                 | 1/4 de finale        |
| 2011-2012    | 1                    | CBA                  | 14e/17               | 32                   | 10                   | 22                   | 31 %                 | -                    |
| 2012-2013    | 1                    | CBA                  | 9e/17                | 32                   | 16                   | 16                   | 50 %                 | -                    |
| 2013-2014    | 1                    | CBA                  | 17e/18               | 34                   | 6                    | 28                   | 18 %                 | -                    |
| 2014-2015    | 1                    | CBA                  | 19e/20               | 38                   | 7                    | 31                   | 17 %                 | -                    |
| 2015-2016    | 1                    | CBA                  | 19e/20               | 38                   | 7                    | 31                   | 17 %                 | -                    |
| 2016-2017    | 1                    | CBA                  | 20e/20               | 38                   | 7                    | 31                   | 17 %                 | -                    |
| 2017-2018    | 1                    | CBA                  | 20e/20               | 38                   | 3                    | 35                   | 8 %                  | -                    |
| 2018-2019    | 1                    | CBA                  | 18e/20               | 46                   | 11                   | 35                   | 24 %                 | -                    |
| 2019-2020    | 1                    | CBA                  | 20e/20               | 46                   | 6                    | 40                   | 13 %                 | -                    |

## Joueurs et personnalités du club

### Entraîneurs
- 1994-2001 :  Wang Fei
- 1999-2000 :  Zhang Bin
- 2001-2018 :  A Dijiang
- 2018-2020 :  Wang Zhizhi

### Joueurs emblématiques
- Mo Ke
- Mu Tiezhu
- Wang Zhizhi